# 아이러니 기호

아이러니 기호(영어: reversed question mark)는 ⸮이다.

## 아랍어의 물음표
아랍어에서의 물음표(؟)와 생김새가 비슷하다.

## 같이 보기
- 역물음표
- 물음표